# Велики петрозни живац
Велики петрозни живац (лат. nervus petrosus major) је бочна грана фацијалног живца, која настаје на нивоу првог колена фацијалног канала у слепоочној кости. Он излази кроз зјап канала великог петрозног живца (лат. hiatus canalis nervi petrosi majoris), улази у истоимени жлеб и простире се унутра и унапред. Након тога, испред пирамиде слепоочне кости живац пролази кроз тзв. продерани отвор (лат. foramen lacerum) и излази из лобање. Непосредно после изласка из лобањске дупље, он се уједињује са дубоким петрозним живцем и тако образује живац птеригоидног канала (лат. nervus canalis pterygoidei - Vidii).
Живац птеригоидног канала пролази кроз истоимени коштани канал и улази у криластонепчани ганглион, коме доноси парасимпатичка влакна за оживчавање сузне жлезде и жлезда носне дупље, тврдог и меког непца.